# ドキソルビシン
ドキソルビシン（doxorubicin）は、抗悪性腫瘍剤（抗がん剤）の一種。1967年にイタリアのFarmitalia研究所のF. Arcamoneらにより、Streptomyces peucetius var. caesiusの培養濾液中から発見されたアントラサイクリン系の抗腫瘍性抗生物質である。
アドリアマイシン (Adriamycin) ともいう。商品名はアドリアシン（製造販売:協和発酵工業→協和発酵キリン→現協和キリン）およびドキシル（ヤンセンファーマ製造販売）。DXRまたはADM（あるいはADR）という略号で表されることもある。世界保健機関 (WHO) の下部組織によるIARC発がん性リスク一覧のグループ2に属する。ヒトに対する発癌性の限られた証拠、動物実験での十分な証拠がある。

## 効能・効果
- アドリアシン
  - 悪性リンパ腫（細網肉腫、リンパ腫、ホジキン病）、肺癌、消化器癌（胃癌、胆嚢・胆管癌、膵臓癌、肝癌、結腸・直腸癌など）、乳癌、膀胱癌、骨肉腫
  - 他の抗悪性腫瘍剤との併用で以下の悪性腫瘍

乳癌（手術可能例における術前、あるいは術後化学療法）、子宮体癌（術後化学療法、転移・再発時化学療法）、悪性骨・軟部腫瘍、悪性骨腫瘍、多発性骨髄腫、小児悪性固形腫瘍（ユーイング肉腫ファミリー腫瘍、横紋筋肉腫、神経芽腫、網膜芽腫、肝芽腫、腎芽腫など）
- - メトトレキサート、硫酸ビンブラスチン、シスプラチンとの併用で、尿路上皮癌（M-VAC療法）

- ドキシル
  - 化学療法後に増悪した再発卵巣癌
  - AIDS関連カポジ肉腫

## 副作用
心筋障害、心不全、骨髄抑制、出血、心電図異常、頻脈、食欲不振、悪心・嘔吐、口内炎、下痢、脱毛、発熱など。
膀注した場合は、頻尿、排尿痛、膀胱炎、血尿など。

## 作用機序
腫瘍細胞のDNAの塩基対間に挿入し、DNAポリメラーゼ、RNAポリメラーゼ、トポイソメラーゼII反応を阻害し、DNA、RNA双方の生合成を抑制することによって抗腫瘍効果を示す。細胞周期別では特にS期に高い感受性を示す。